# Parque Rizal

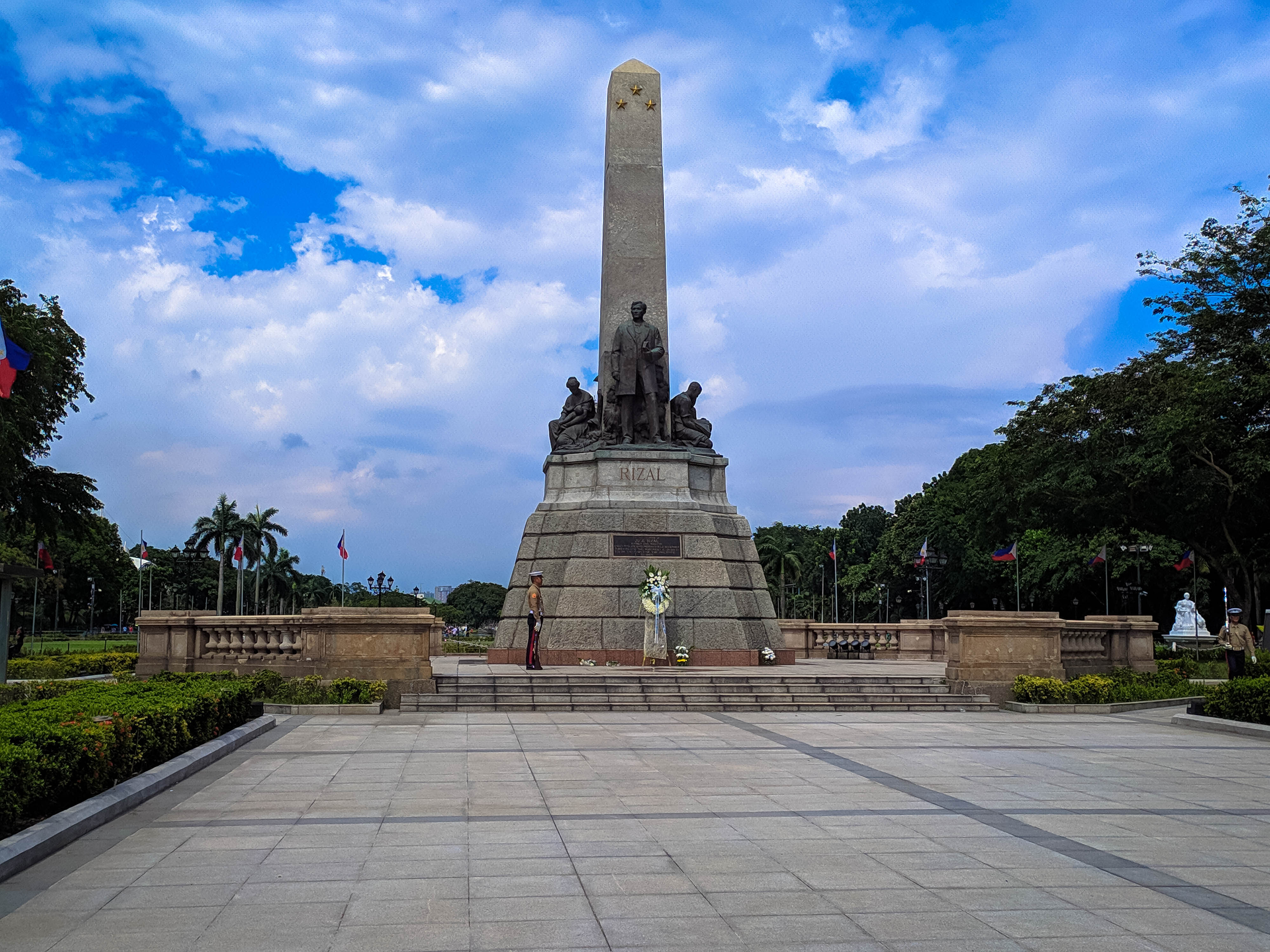
Monumento a José Rizal

El Parque Rizal (en inglés: Rizal Park, en filipino: Liwasang Rizal) está situado en el corazón de la ciudad de Manila, Filipinas. También conocido como el Parque de la Luneta (o simplemente Luneta), se encuentra al extremo norte del Bulevar Roxas, cercano a la Bahía de Manila.
La historia del Parque Rizal comienza a inicios del siglo XIX durante la colonia española. Luneta ha sido el lugar en donde ocurrieron muchos de los momentos más trascendentes en la historia de Filipinas, entre ellos la muerte de José Rizal el 30 de diciembre de 1896, quien fue declarado como héroe de la Revolución Filipina. (Luego oficialmente se llamó Parque Rizal en su honor). Algunos otros eventos acontecidos en el lugar fueron la Declaración de la Independencia de Filipinas el 4 de junio de 1946 y las reuniones políticas que desembocaron en la revolución de 1986.

## Historia
Luneta, alternativamente llamada Bagumbayan (en tagalo "nueva ciudad") era una antigua ciudad de los tagalos asentada en tierra pantanosa y ubicada a 1,5 kilómetros al sur de Manila. Fue ignorado por los conquistadores españoles a favor del gran asentamiento barangay de Rajah Sulayman hasta que se descubrió su importancia estratégica. En 1574, el ejército chino dirigido por Lim Ah Hong atacó a Manila, y Bagumbayan proporcionó una barrera natural para la defensa de la ciudad empalizada. En 1601, Bagumbayan fue mencionado en los registros de la Corte Suprema de España bajo la denominación española, Nuevo barrio. El nombre se cambió más tarde a Luneta, que en España significa un fuerte en forma de media luna. Los terrenos pantanosos continuaron siendo una tierra de nadie estratégica hasta 1820 cuando se construyó el Paseo de Luneta junto a la playa.
Durante 74 años, los españoles utilizaron el sitio como terreno de ejecución para "rebeldes y amotinados". Entre 1823 y 1897, 158 patriotas fueron ejecutados por militares españoles, incluidos los sacerdotes conocidos como Gomburza en 1872 y José Rizal en 1896.
En 1902, durante la ocupación estadounidense, Daniel Burnham, arquitecto y urbanista, eligió el campo Bagumbayan como el sitio del centro propuesto para el gobierno estadounidense. La Luneta española fue ampliada y se erigieron 3 edificios: los edificios del Congreso, Finanzas y Agricultura (que ahora alberga el Departamento de Turismo). Luego, los estadounidenses comenzaron a construir un monumento para honrar a José Rizal, el héroe nacional. El monumento fue construido con dinero recaudado por suscripción popular. El monumento es obra del escultor suizo Richard Kissling, quien fundió la figura de bronce en Suiza. Fue completado en 1913, 17 años después de la ejecución del héroe.
Luego de muchos años de descuido, el gobierno filipino comenzó a preocuparse por el embellecimiento del parque en la década de 1960. En 1967, el parque adoptó su nombre actual por un decreto del gobierno.

## Atracciones y sitios de interés
El parque en épocas modernas se ha convertido en punto local para que familias hagan comidas campestres los domingos y días feriados, lo que lo ha convertido en una de las principales atracciones turísticas de Manila. La principal atracción del parque es el Monumento a Rizal, frente a un asta de bandera de 46 metros de alto y custodiado por centinelas. El monumento contiene los restos mortales de Rizal y se erige como un símbolo de la nación filipina. A un lado del monumento está el Sitio de Ejecución de Rizal. En la entrada hay una pared de granito negro con el poema "Mi último adiós" de Rizal. 8 cuadros de estatuas de bronce de tamaño natural recrean los últimos momentos dramáticos de la vida del héroe.
Otras atracciones del parque incluyen el Centinela de la libertad (una gran estatua de Lapu-Lapu, un héroe nacional del siglo XVI famoso por matar al explorador portugués Fernando de Magallanes), un jardín japonés, la Tribuna Quirino, la Biblioteca Nacional, el Parque oceánico de Manila, el Orchidarium de Manila con una rica colección de orquídeas y mariposas y un gigantesco mapa en relieve tridimensional de Filipinas. Cerca de la bandera izada en el monumento de Rizal está el Kilómetro Cero de Filipinas.

## Acontecimientos Históricos

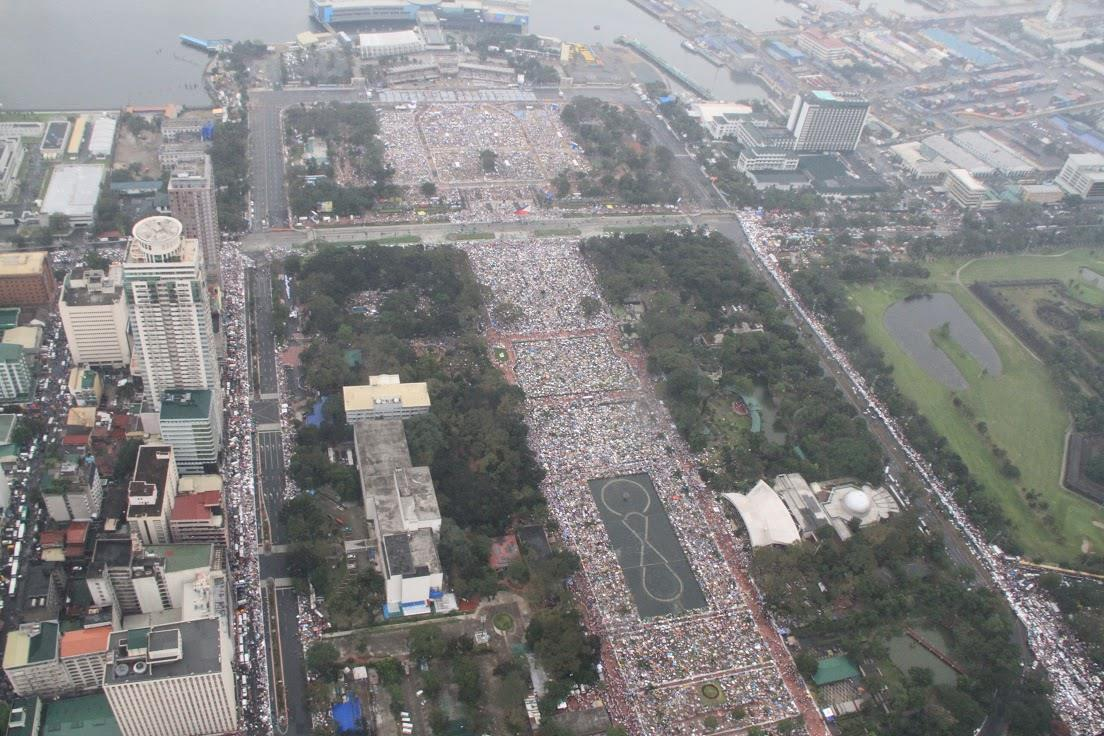
Fotografía aérea del parque durante la visita papal de 2015

- 17 de febrero de 1872 - Ejecución de Gomburza, unas siglas de los padres Mariano Gómez, José Apolonio Burgos, y Jacinto Zamora, tres sacerdotes filipinos que fueron ejecutados por autoridades coloniales españolas en la subversión de 1872 (Motín de Cavite).

- 30 de diciembre de 1896 - Ejecución de José Rizal.

- 4 de julio de 1946 - Las ceremonias oficiales que proclamaban la independencia de Filipinas marcando el final de la dominación estadounidense.

- 1986 -  Manifestaciones contra el gobierno de Ferdinand Marcos, que desembocaron en la revolución de 1986.

- 15 de enero de 1995 - Una misa fue presidida allí por el papa Juan Pablo II en el marco de la Jornada Mundial de la Juventud, con una concentración de 5 millones de personas, una de las concentraciones papales más grandes de todos los tiempos.

- 27 de noviembre de 2005 - El parque de Rizal fue el lugar donde se presentó la Ceremonia de Apertura para los juegos del sureste asiático del 2005 en la Tribuna Quirino. Fue celebrado en el parque al aire libre en vez de un estadio, históricamente como primero en celebrarse al aire libre una ceremonia de la apertura de los juegos del sudeste asiático. Fue usado también el 5 de diciembre de 2005 para la Ceremonia de Clausura de los juegos.

- 18 de enero de 2015 - El papa Francisco preside una eucaristía en el marco de su visita apostólica a Filipinas, contando con la asistencia de más de 6 millones de personas. Esta ha sido la eucaristía campal más multitudinaria que ha realizado un papa.[8]